# Арнавуткьой
Арнавуткьой (тур. Arnavutköy, грец. Μέγα Ρεύμα) — місто та район провінції Стамбул, Туреччина. Розташований у фракійській частині провінції, на захід від міста Стамбул. 
Примикає до узбережжя Чорного моря.
У цьому районі знаходиться Новий Аеропорт Стамбула.

## Історія
Точний час заснування міста невідомий, але джерела і карти вже в 1850-х роках використовують назву Арнавуткьой для місцевості, де зараз розташовується місто. 
Назва міста походить від арнаутів і означає "арнаутське село", хоча зв'язок з ними не цілком зрозумілий. 
До 1922 року місцевість населяли греки, проте в результаті обміну населенням вони були виселені, а в їхні будинки поселені переселені з Греції турки. 
Кожен будинок мав індивідуальну назву. 
У селі була школа, крамниця та кав'ярня. 
Арнавуткьой знаходився на основній сухопутній дорозі, що веде зі Стамбула до Європи (через Едірне), і пасажирам періодично доводилося тут зупинятися через відсутність транспорту, або коли дорога була закрита для руху.
У 1951 році було збудовано 350 нових будинків, і поселення почало ставати регіональним центром. 
Зростання міста суттєво прискорилося з міграцією сільського населення Анатолії до міст, і 22 березня 2008 року Арнавуткьой офіційно став центром району провінції Стамбул. 
Новостворений район був утворений із суттєвої частини району Газіосманпаша, а також невеликих частин інших районів провінції.